# あの夏の笑顔に
『あの夏の笑顔に』（あのなつのえがおに）は、鶴久政治の8枚目のシングル。
1993年7月7日、ポニーキャニオンからリリース。

## 解説
チェッカーズ解散後に発売した初のシングル。
半年間のMASARINAの活動を終え、2年2箇月ぶりの新曲。
本楽曲から本格的にソロ活動を開始。

## 収録曲
1. あの夏の笑顔に
（作詞：秋谷銀四郎／作曲：鶴久政治／編曲：西平彰）
2. 涙が眠る場所
（作詞：川村真澄／作曲：鶴久政治／編曲：瀬尾一三）
3. あの夏の笑顔に（オリジナル・カラオケ）